# 富溪镇 (柘荣县)
富溪镇，是中华人民共和国福建省宁德市柘荣县下辖的一个乡镇级行政单位。

## 行政区划
富溪镇下辖以下地区：
富溪村、前宅村、北岭村、叶山村、花坪村、陈上洋村、岭后村、横龙坑村、东山村、东溪村和霞洋村。